# Biannulariaceae
Biannulariaceae Jülich – rodzina grzybów znajdująca się w rzędzie pieczarkowców (Agaricales)

## Systematyka
Pozycja w klasyfikacji według Index Fungorum: Agaricales, Agaricomycetidae, Agaricomycetes, Agaricomycotina, Basidiomycota, Fungi.
Według Index Fungorum bazującego na Dictionary of the Fungi jest to takson monotypowy z jednym tylko rodzajem:
- Catathelasma Lovejoy 1910[2]

Nazwy naukowe wg Dictionary of the Fungi. Nazwy polskie na podstawie pracy Władysława Wojewody z 2003 r.